# Bambeye
Bambeye (auch: Bambaye, Bambèye) ist eine Landgemeinde im Departement Tahoua in Niger.

## Geographie

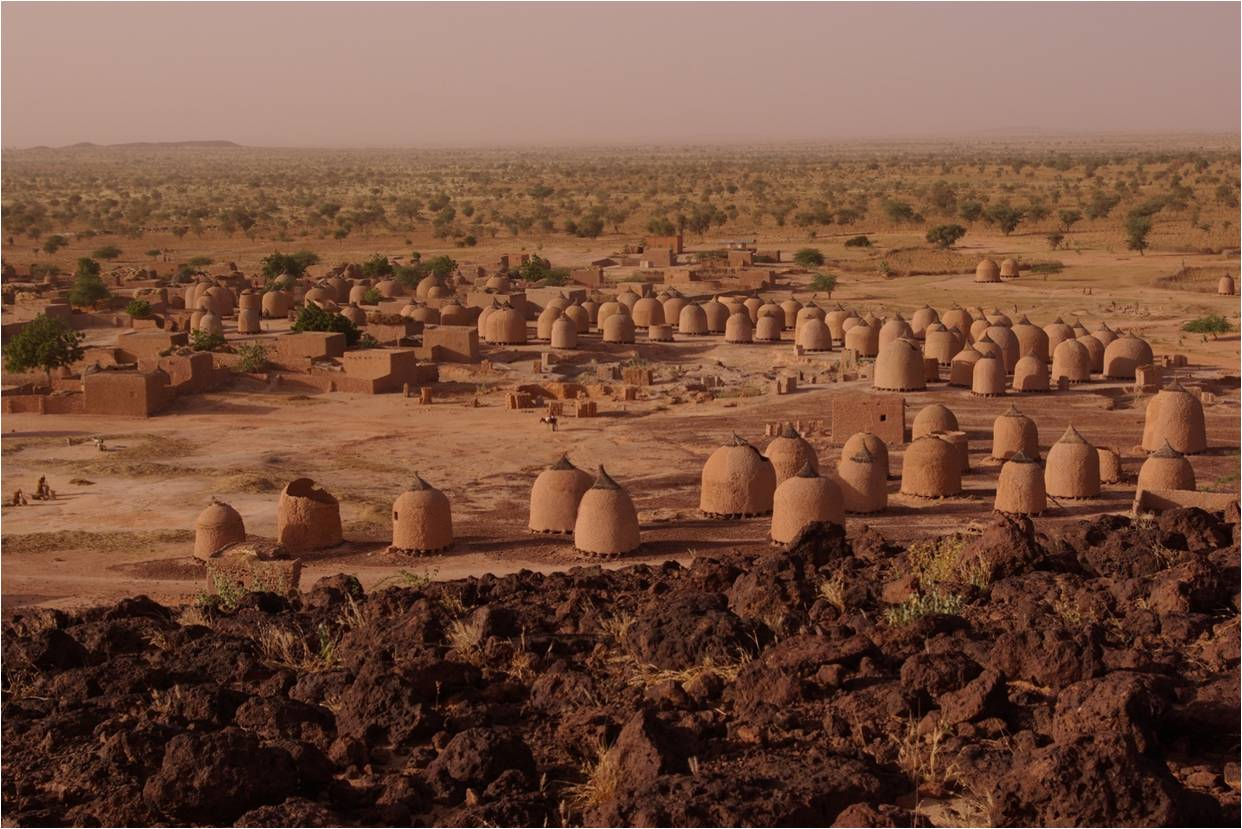
Getreidespeicher im Dorf Jaja in der Gemeinde Bambeye (2016)

Bambeye liegt in der Landschaft Ader in der Sahelzone. Die Nachbargemeinden sind Tahoua und Takanamat im Norden, Kalfou im Osten, Badaguichiri, Bagaroua und Illéla im Süden sowie Tébaram im Westen. Bei den Siedlungen im Gemeindegebiet handelt es sich um 54 Dörfer und 80 Weiler. Der Weiler Touba Baggawa wird auch von der Nachbargemeinde Tahoua beansprucht. Der Hauptort der Landgemeinde ist das Dorf Bambeye. Es liegt auf einer Höhe von 342 m. Das nach Einwohnern größte Dorf ist Mouléla.
Der Osten der Gemeinde ist von Hochebenen geprägt, der Westen von Dünen. Beide sind von Täler und Niederungen durchschnitten. In der Gemeinde liegen die Täler von Inkarkada, Mogheur und Rahin Saki. Der kleine temporäre See Tapkin Baba erstreckt sich unmittelbar nördlich des Hauptorts. Die Forêt classée de Danfan mit 540 Hektar und die Forêt classée de Tapkin Zaki mit 1070 Hektar sind zwei unter Naturschutz stehende Waldgebiete im Gemeindegebiet von Bambeye. Die Unterschutzstellung erfolgte 1955.

## Geschichte
Die ersten Siedler in Bambeye waren Tuareg, auf die auch viele Ortsnamen im Gemeindegebiet zurückgehen. Die Landgemeinde Bambeye ging 2002 aus dem 1947 von der französischen Verwaltung gegründeten Kanton gleichen Namens hervor. Ein Anlass für die Schaffung des Kantons lag darin, dass dessen Bevölkerung relativ einheitlich den religiösen Überzeugungen der Azna folgte. Bei der Hungerkrise in Niger 2005 gehörte Bambeye zu den am stärksten betroffenen Orten. Hier hatte die Bevölkerung weniger als eine Mahlzeit am Tag zur Verfügung. Bei Überschwemmungen im Juli 2008 wurden 336 Einwohner von Bambeye als geschädigt eingestuft.

## Bevölkerung
Bei der Volkszählung 2012 hatte die Landgemeinde 112.962 Einwohner, die in 18.230 Haushalten lebten. Bei der Volkszählung 2001 betrug die Einwohnerzahl 78.348 in 11.436 Haushalten.
Im Hauptort lebten bei der Volkszählung 2012 2818 Einwohner in 490 Haushalten, bei der Volkszählung 2001 3919 in 575 Haushalten und bei der Volkszählung 1988 2276 in 348 Haushalten.
Die Bevölkerungsmehrheit stellen Hausa. Daneben gibt es Tuareg und Fulbe, die in Lagern um die größeren Dörfer leben.

## Politik
Der Gemeinderat (conseil municipal) hat 25 gewählte Mitglieder. Mit den Kommunalwahlen 2020 sind die Sitze im Gemeinderat wie folgt verteilt: 21 PNDS-Tarayya, 3 MPR-Jamhuriya und 1 MNSD-Nassara.
Jeweils ein traditioneller Ortsvorsteher (chef traditionnel) steht an der Spitze von 51 Dörfern in der Gemeinde, darunter dem Hauptort. Hier gibt es noch die traditionellen politischen und sozialen Strukturen. Neben den traditionellen Ortsvorstehern stehen verschiedene Amtsträger bestimmten Bevölkerungsgruppen vor: der sarkin makéra den Schmieden, der sarkin makidi den Griots und der sarkin wanzamaye den Friseuren. Die Leiterin einer traditionellen Frauenorganisation führt den Titel Koungiya. Der Imam eines Dorfs wird als sarkin mallamaye bezeichnet.

## Wirtschaft und Infrastruktur

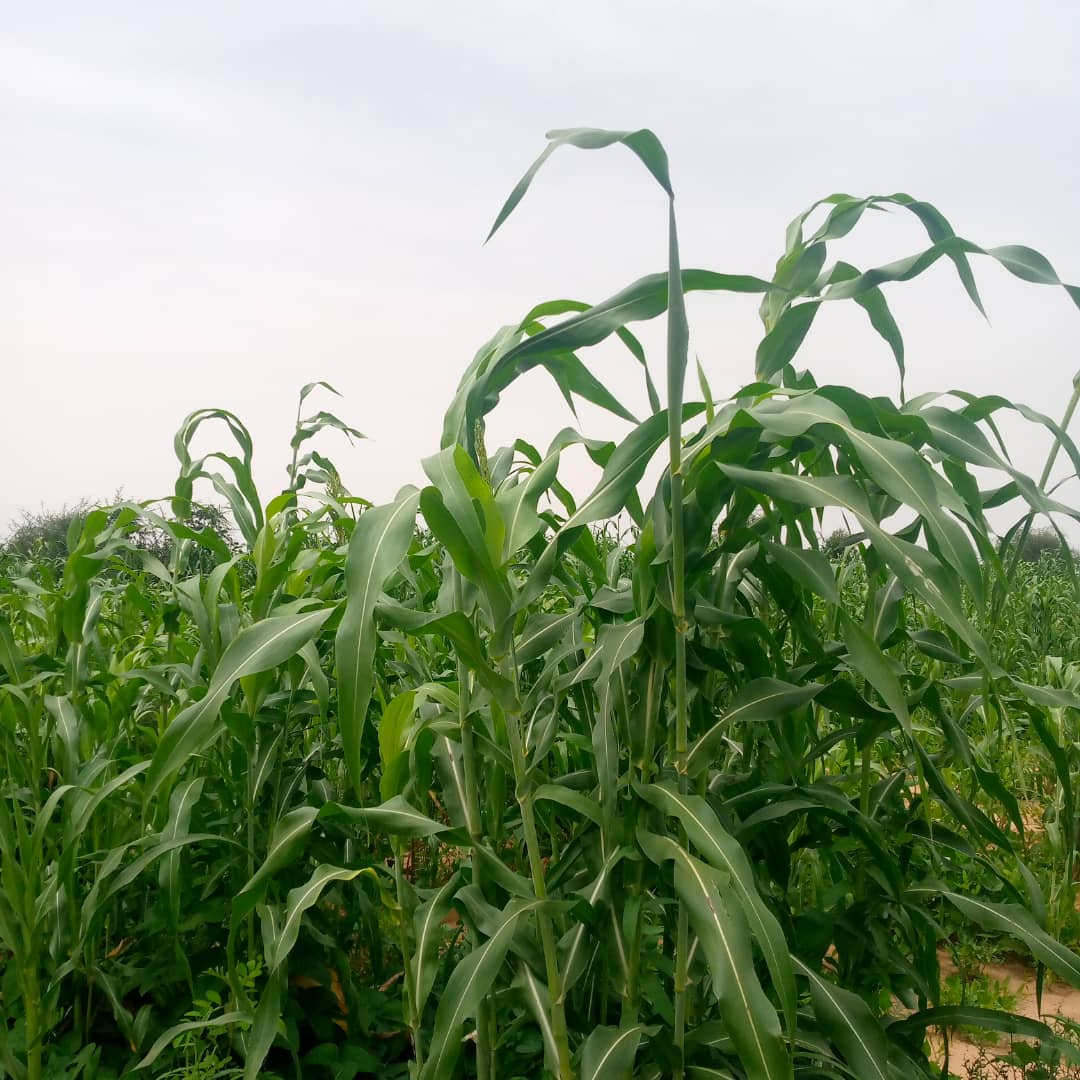
Ein Hirsefeld in der Gemeinde Bambeye (2024)

Der wichtigste Wirtschaftszweig ist der Ackerbau, gefolgt von der Viehzucht. Der Anbau von Hirse, Sorghum und Augenbohnen, der überwiegend noch mit althergebrachten Geräten und Methoden betrieben wird, dient in erster Linie der Selbstversorgung der Bevölkerung. Die Zucht von Rindern, Schafen, Ziegen, Pferden, Eseln und Kamelen ist eine bedeutende Einkommensquelle. Zwischen sesshaften und nomadischen Viehzüchtern bestehen Konflikte um die Nutzung des nur eingeschränkt zur Verfügung stehenden Weidelands. In den Trockenzeiten kommt es alljährlichen zu zeitweisen Wanderungsbewegungen von mehr als 80 Prozent der Bevölkerung im Alter von 16 bis 45 Jahren ins Ausland. Die wichtigsten Zielländer sind Libyen, Algerien, Nigeria, die Elfenbeinküste, Kamerun und Gabun. Eine wachsende Bedeutung besitzt die Forstwirtschaft. Die in den Tälern und Niederungen wachsenden Eukalyptus- und Niembäume werden abgeholzt und als Nutzholz in der Regionalhauptstadt Tahoua verkauft. Die Niederschlagsmessstation im Hauptort liegt auf 365 m Höhe und wurde 1959 in Betrieb genommen.
Gesundheitszentren des Typs Centre de Santé Intégré (CSI) sind im Hauptort sowie in den Siedlungen Chimo, Edir, Inkarkada, Mogheur, Mouléla und Safari Fari vorhanden. Der CEG Bambeye ist eine allgemein bildende Schule der Sekundarstufe des Typs Collège d’Enseignement Général (CEG). Beim Centre de Formation aux Métiers de Bambeye (CFM Bambeye) handelt es sich um ein Berufsausbildungszentrum. Ferner gibt es 54 Grundschulen in der Gemeinde.
Eine 15 Kilometer lange Straße verbindet den Hauptort Bambeye mit der Stadt Tahoua. Außerdem verläuft ein Abschnitt der Nationalstraße 25, die Tahoua mit Abala verbindet, durch das Gemeindegebiet. Beide Straßen sind in sehr schlechtem Zustand.

## Persönlichkeiten
- Ibrahim Nomao (* 1963), Politiker und Manager, geboren im Dorf Mouléla